# Lidhult
Lidhult – miejscowość (tätort) w Szwecji, w regionie administracyjnym (län) Kronoberg, w gminie Ljungby.
Według danych Szwedzkiego Urzędu Statystycznego liczba ludności wyniosła: 665 (31 grudnia 2015), 702 (31 grudnia 2018) i 704 (31 grudnia 2019).